# Jazz en Nord
Jazz en Nord est un festival de jazz, de blues, de soul et de world music proposant chaque année deux éditions, à l'automne et au printemps, dans une quinzaine de villes des Hauts-de-France et à Comines (Belgique).

## Histoire
L'idée même du Jazz en Nord Festival est née au milieu des années 1980, de la volonté de trois amis de la région lilloise : Dominique Desmons, Claude Colpaert, alors pigiste à Jazz Hot, et Dominique Capelle. Ils se rencontrent lors de manifestations jazz, dans le Nord de la France et plus souvent en Belgique, notamment au club de jazz De Kave, à Lauwe. En 1982, ils animent ensemble une émission de jazz sur Radio Contact, à Tourcoing, puis créent en 1986 l’association Jazz en Direct, subventionnée par la ville de Tourcoing.
L’idée première est d’organiser un concert par mois, en « formule club », avec petites tables, nappes à carreaux, bougies, et boissons servies à volonté. Le 23 novembre 1987, le saxophoniste Archie Shepp et le pianiste Horace Parlan jouent devant plus de 400 personnes.
Devant le succès, l’idée vient rapidement de développer l’activité lors d’un festival.
C'est la première époque du Tourcoing Jazz Festival ; auparavant, la ville de Tourcoing avait tenté de créer un mini-festival en invitant Didier Lockwood, Jean-Charles Capon, The Count Basie Orchestra. Dès 1988, le Tourcoing Jazz Festival se déploie en un festival de plus vaste ampleur.
Géré par Dominique Desmons et par le service Culture de la Mairie de Tourcoing, épaulé par de nombreux bénévoles, le festival accueille tant des musiciens internationaux qu'issus de la scène locale, grâce à l’opération « Jazz en ville ». La particularité du festival tient à sa programmation décidée non pas par un seul directeur artistique mais en collégialité, par un comité d'écoute composé d'amateurs de jazz et de blues aux goûts éclectiques et pointus.
Considérant l’essor du programme au fil des ans, l’association quitte Tourcoing au début des années 2000 avec le souhait de développer son activité tout au long de l’année, dans plusieurs villes de la métropole lilloise et au-delà.
C'est l'acte de naissance du Jazz en Nord Festival, désormais pleinement implanté dans la ville de Marcq-en-Baroeul (le Tourcoing Jazz festival continue depuis lors avec une nouvelle équipe).
Depuis 2019, le festival propose deux éditions, à l'automne et au printemps, dans une quinzaine de communes des Hauts-de France (Marcq-en-Baroeul, Lomme, Lille, Roncq...) et de la Belgique limitrophe. Il mène également des actions de médiation culturelle (auprès de la petite enfance, des lycées techniques, des seniors et personnes en situation de handicap...). L'objectif est de donner à voir et à entendre un jazz et blues d'avant-garde plus contemporains, tout en rendant hommage à la scène des origines. L'accent est également mis sur les artistes soul, gospel et issus de la world music, pour un mélange des genres témoignant de toute la richesse de la culture jazz et courants assimilés.
Depuis douze ans, c'est dans cette optique de donner à découvrir le jazz de demain que le festival a fondé et organise, chaque année, aux côtés de Bruno Watine, le Golden Jazz Trophy, qui fait s'affronter en musique, le temps d'une soirée, les nouveaux talents du jazz européen. Le tremplin, avec pour président d'honneur Jean-Claude Casadesus, a eu notamment pour ancien.ne.s président.e.s du jury Martial Solal, Manu Dibango, Omar Sosa, Jacky Terrasson, Rhoda Scott, Kyle Eastwood, Thomas Dutronc, Thomas de Pourquery. Il a permis à de nombreux groupes émergents, tels Atacama, Pitakpi, Black Pantone ou encore AMG 4tet de se faire connaître du grand public et, pour les lauréats des prix, d'enregistrer leur premier album.

## Artistes invités par le Jazz en Nord Festival
Liste non exhaustive:
- Automne 2023 : The Cinelli Brothers, Goran Bregović, Sarah McCoy, Judith Hill, Marcus Miller, Tommy Castro, Selia, Limousine, Vaudou Game, Chicago Blues Festival, Lubomyr Melnyk...
- Printemps 2023 : Hermon Mehari, Altered Five Blues Band, Madeleine Cazenave, Emile Londonien, Somi, Anthony Joseph, Eric Bibb, Whitney Shay, Jungle By Night, Kaz Hawkins...
- Automne 2022 : Tommy Castro, Jamie Cullum, Lakecia Benjamin, Theo Croker, Hugh Coltman, Clinton Fearon, Sona Jobarteh, Big Daddy Wilson, Mike Wheeler, China Moses...
- Printemps 2022[2] : Sons of Kemet[3], Ben Poole, Emmet Cohen, J.P. Bimeni, Melvin Taylor, Géraldine Laurent, Laurent Bardainne, Natalia M King, Kyle Eastwood...
- Automne 2021 : Gilberto Gil, Lil' Ed, Dominique Fils-Aimé, Celia Kameni & Alfio Origlio, Archie Lee Hooker, Irving Acao 5tet, Shake Stew, Armel Dupas[4]
- Automne 2019 : Manu Dibango, Philip Catherine, Sarah McCoy, Nubiyan Twist, Nubya Garcia, Steam Down
- 2018/2019 : Anouar Brahem, Eric Gales, Nikki Hill, Elliott Murphy, Thomas de Pourquery
- 2017/2018 : Richard Galliano, Jacky Terrasson
- 2015/2016 : Bireli Lagrène, Tigran Hamasyan
- 2014/2015 : Rhoda Scott, Lisa Simone
- 2013/2014 : Avishai Cohen[Lequel ?], Philip Catherine
- 2012/2013 : Randy Weston, Ray Lema
- 2011/2012 : Sonny Rollins, Ron Carter
- 2010/2011 : Omar Sosa, Christian Vander
- 2009/2010 : Hank Jones, The Last Poets
- 2008/2009 : Monty Alexander, John Mayall
- 2007/2008 : Chucho Valdès
- 2006/2007 : Ahmad Jamal
- 2005/2006 : Madeleine Peyroux, The Cool Crooners, Quest
- 2004/2005 : Dave Holland, Sun Ra Arkestra, Djangophonie
- 2003/2004 : Archie Shepp, Otis Taylor, Henri Texier
- 2002 : Fred Wesley, Mal Waldron, Zakir Hussain
- 2000/2001 : Ahmad Jamal, La Caravane Label Bleu
- 1999/2000 : Martial Solal, Pink Martini, Carla Bley
- 1998 : Diana Krall, Art Ensemble of Chicago, Brad Mehldau
- 1997 : Manu Dibango, Charles Lloyd, Abdullah Ibrahim
- 1996 : Tito Puente , Papa Wemba, O.N.J. Laurent Cugny
- 1995 : Maceo Parker, Cesaria Evora, Marcus Miller
- 1994 : Elvin Jones, Johnny Copeland, Max Roach
- 1993 : B.B. King, Willem Breuker, Pat Metheny
- 1992 : John McLaughlin, James Brown, Dr Feelgood
- 1991 : Monty Alexander, Ray Barretto, Betty Carter
- 1990 : McCoy Tyner, Dizzy Gillespie, Michel Portal
- 1989 : Art Blakey, Modern Jazz Quartet, Daniel Humair
- 1987/1988 : Chick Corea, Michel Petrucciani, Herbie Hancock